# Campeonato Mundial de Natação em Piscina Curta de 2014
Campeonato Mundial de Natação em Piscina Curta de 2014 foi a 12º edição do campeonato realizado pela FINA, em Doha, no Qatar, em dezembro de 2014. O Centro Aquático no Aspire Sports Complex sedia o evento.

## Processo licitatório
Em 14 de dezembro 2010, a FINA anunciou que Catânia, na Itália, sediaria o evento.
Em novembro de 2011, a Federação Italiana de Natação (FIN) tirou seu suporte à Catânia, devido à falta de prazos do governo italiano relacionados com as garantias financeiras para o evento.
Em 4 de abril de 2012, a FINA anunciou que Doha, no Qatar, passaria a sediar o evento.

## Medalhistas
Masculino 
| Evento                   | Ouro                                                                   | Ouro     | Prata                                                                              | Prata    | Bronze                                                                         | Bronze   |
| 50 m livre detalhes      | FRA Florent Manaudou                                                   | 20.26    | ITA Marco Orsi                                                                     | 20.69    | BRA César Cielo                                                                | 20.88    |
| 100 m livre detalhes     | BRA César Cielo                                                        | 45.75    | FRA Florent Manaudou                                                               | 45.81    | RUS Danila Izotov                                                              | 46.09    |
| 200 m livre detalhes     | RSA Chad le Clos                                                       | 1:41.45  | RUS Danila Izotov                                                                  | 1:41.67  | USA Ryan Lochte                                                                | 1:42.09  |
| 400 m livre detalhes     | HUN Péter Bernek                                                       | 3:34.32  | GBR James Guy                                                                      | 3:36.35  | SRB Velimir Stjepanović                                                        | 3:38.17  |
| 1500 m livre detalhes    | ITA Gregorio Paltrinieri                                               | 14:16.10 | TUN Oussama Mellouli                                                               | 14:18.79 | CAN Ryan Cochrane                                                              | 14:23.35 |
| 50 m costas detalhes     | FRA Florent Manaudou                                                   | 22.22    | USA Eugene Godsoe                                                                  | 23.05    | RUS Stanislav Donets                                                           | 23.10    |
| 100 m costas detalhes    | AUS Mitch Larkin                                                       | 49.57    | POL Radosław Kawęcki                                                               | 50.11    | JPN Ryosuke Irie USA Matt Grevers                                              | 50.12    |
| 200 m costas detalhes    | POL Radosław Kawęcki                                                   | 1:47.38  | USA Ryan Lochte                                                                    | 1:48.20  | AUS Mitch Larkin                                                               | 1:48.35  |
| 50 m peito detalhes      | BRA Felipe França                                                      | 25.63    | GBR Adam Peaty RSA Cameron van der Burgh                                           | 25.87    | nenhum                                                                         |          |
| 100 m peito detalhes     | BRA Felipe França                                                      | 56.29    | GBR Adam Peaty                                                                     | 56.35    | FRA Giacomo Perez-Dortona                                                      | 56.78    |
| 200 m peito detalhes     | HUN Dániel Gyurta                                                      | 2:01.49  | GER Marco Koch                                                                     | 2:01.91  | RUS Kirill Prigoda                                                             | 2:02.38  |
| 50 m borboleta detalhes  | RSA Chad le Clos                                                       | 21.95    | BRA Nicholas Santos                                                                | 22.08    | UKR Andriy Hovorov                                                             | 22.49    |
| 100 m borboleta detalhes | RSA Chad le Clos                                                       | 48.44    | USA Tom Shields                                                                    | 48.99    | AUS Tommaso D'Orsogna                                                          | 49.60    |
| 200 m borboleta detalhes | RSA Chad le Clos                                                       | 1:48.61  | JPN Daiya Seto                                                                     | 1:48.92  | POL Paweł Korzeniowski                                                         | 1:50.21  |
| 100 m medley detalhes    | GER Markus Deibler                                                     | 50.66    | RUS Vladimir Morozov                                                               | 50.81    | USA Ryan Lochte                                                                | 51.24    |
| 200 m medley detalhes    | JPN Kosuke Hagino                                                      | 1:50.47  | USA Ryan Lochte                                                                    | 1:51.31  | JPN Daiya Seto                                                                 | 1:51.79  |
| 400 m medley detalhes    | JPN Daiya Seto                                                         | 3:56.33  | JPN Kosuke Hagino                                                                  | 4:01.17  | HUN Dávid Verrasztó                                                            | 4:01.82  |
| 4x50 m livre detalhes    | RUS Rússia Vladimir Morozov Evgeny Sedov Oleg Tikhobaev Sergey Fesikov | 1:22.60  | USA Estados Unidos Josh Schneider Tom Shields Jimmy Feigen Ryan Lochte             | 1:23.47  | ITA Itália Luca Dotto Marco Orsi Filippo Magnini Marco Belotti                 | 1:24.56  |
| 4x100 m livre detalhes   | FRA França Clément Mignon Fabien Gilot Florent Manaudou Mehdy Metella  | 3:03.78  | RUS Rússia Vladimir Morozov Sergey Fesikov Danila Izotov Mikhail Polischuk         | 3:04.18  | USA Estados Unidos Jimmy Feigen Matt Grevers Ryan Lochte Tom Shields           | 3:05.58  |
| 4x200 m livre detalhes   | USA Estados Unidos Conor Dwyer Ryan Lochte Matt McLean Tyler Clary     | 6:51.68  | ITA Itália Andrea D'Arrigo Marco Belotti Nicolangelo Di Fabio Filippo Magnini      | 6:51.80  | RSA África do Sul Myles Brown Sebastien Rousseau Chad le Clos Leith Shankland  | 6:52.13  |
| 4x50 m medley detalhes   | BRA Brasil Guilherme Guido Felipe França Nicholas Santos César Cielo   | 1:30.51  | FRA França Benjamin Stasiulis Giacomo Perez-Dortona Mehdy Metella Florent Manaudou | 1:31.25  | USA Estados Unidos Eugene Godsoe Cody Miller Tom Shields Josh Schneider        | 1:31.83  |
| 4x100 m medley detalhes  | BRA Brasil Guilherme Guido Felipe França Marcos Macedo César Cielo     | 3:21.14  | USA Estados Unidos Matt Grevers Cody Miller Tom Shields Ryan Lochte                | 3:21.49  | FRA França Florent Manaudou Giacomo Perez-Dortona Mehdy Metella Clément Mignon | 3:22.26  |

Feminino
| Evento                   | Ouro                                                                                    | Ouro    | Prata                                                                               | Prata   | Bronze                                                                         | Bronze  |
| 50 m livre detalhes      | NED Ranomi Kromowidjojo                                                                 | 23.32   | AUS Bronte Campbell                                                                 | 23.62   | GER Dorothea Brandt                                                            | 23.77   |
| 100 m livre detalhes     | NED Femke Heemskerk                                                                     | 51.37   | SWE Sarah Sjöström                                                                  | 51.39   | NED Ranomi Kromowidjojo                                                        | 51.47   |
| 200 m livre detalhes     | SWE Sarah Sjöström                                                                      | 1:50.78 | HUN Katinka Hosszú                                                                  | 1:51.18 | NED Femke Heemskerk                                                            | 1:51.69 |
| 400 m livre detalhes     | ESP Mireia Belmonte                                                                     | 3:55.76 | NED Sharon van Rouwendaal                                                           | 3:57.76 | CHN Zhang Yufei                                                                | 3:59.51 |
| 800 m livre detalhes     | ESP Mireia Belmonte                                                                     | 8:03.41 | GBR Jazz Carlin                                                                     | 8:08.16 | NED Sharon van Rouwendaal                                                      | 8:08.17 |
| 50 m costas detalhes     | BRA Etiene Medeiros                                                                     | 25.67   | AUS Emily Seebohm                                                                   | 25.83   | HUN Katinka Hosszú                                                             | 25.96   |
| 100 m costas detalhes    | HUN Katinka Hosszú                                                                      | 55.03   | AUS Emily Seebohm                                                                   | 55.31   | UKR Daryna Zevina                                                              | 55.54   |
| 200 m costas detalhes    | HUN Katinka Hosszú                                                                      | 1:59.23 | AUS Emily Seebohm                                                                   | 2:00.13 | JPN Sayaka Akase                                                               | 2:02.30 |
| 50 m peito detalhes      | LTU Rūta Meilutytė                                                                      | 28.84   | JAM Alia Atkinson                                                                   | 28.91   | NED Moniek Nijhuis                                                             | 29.64   |
| 100 m peito detalhes     | JAM Alia Atkinson                                                                       | 1:02.36 | LTU Rūta Meilutytė                                                                  | 1:02.46 | NED Moniek Nijhuis                                                             | 1:04.03 |
| 200 m peito detalhes     | JPN Kanako Watanabe                                                                     | 2:16.92 | JPN Rie Kaneto                                                                      | 2:17.43 | DEN Rikke Møller Pedersen                                                      | 2:17.83 |
| 50 m borboleta detalhes  | SWE Sarah Sjöström                                                                      | 24.58   | DEN Jeanette Ottesen                                                                | 24.71   | NED Inge Dekker                                                                | 24.73   |
| 100 m borboleta detalhes | SWE Sarah Sjöström                                                                      | 54.61   | CHN Lu Ying                                                                         | 55.25   | DEN Jeanette Ottesen                                                           | 55.32   |
| 200 m borboleta detalhes | ESP Mireia Belmonte                                                                     | 1:59.61 | HUN Katinka Hosszú                                                                  | 2:01.12 | GER Franziska Hentke                                                           | 2:03.89 |
| 100 m medley detalhes    | HUN Katinka Hosszú                                                                      | 56.70   | GBR Siobhan-Marie O'Connor                                                          | 57.83   | AUS Emily Seebohm                                                              | 58.19   |
| 200 m medley detalhes    | HUN Katinka Hosszú                                                                      | 2:01.86 | GBR Siobhan-Marie O'Connor                                                          | 2:05.87 | USA Melanie Margalis                                                           | 2:06.68 |
| 400 m medley detalhes    | ESP Mireia Belmonte                                                                     | 4:19.86 | HUN Katinka Hosszú                                                                  | 4:22.94 | GBR Hannah Miley                                                               | 4:24.74 |
| 4x50 m livre detalhes    | NED Países Baixos Inge Dekker Femke Heemskerk Maud van der Meer Ranomi Kromowidjojo     | 1:34.24 | USA Estados Unidos Madison Kennedy Abbey Weitzeil Natalie Coughlin Amy Bilquist     | 1:34.61 | DEN Dinamarca Jeanette Ottesen Julie Levisen Mie Nielsen Pernille Blume        | 1:35.48 |
| 4x100 m livre detalhes   | NED Países Baixos Inge Dekker Femke Heemskerk Maud van der Meer Ranomi Kromowidjojo     | 3:26.53 | USA Estados Unidos Natalie Coughlin Abbey Weitzeil Madison Kennedy Shannon Vreeland | 3:27.70 | ITA Itália Erika Ferraioli Silvia di Pietro Aglaia Pezzato Federica Pellegrini | 3:29.48 |
| 4x200 m livre detalhes   | NED Países Baixos Inge Dekker Femke Heemskerk Ranomi Kromowidjojo Sharon van Rouwendaal | 7:32.85 | CHN China Qiu Yuhan Cao Yue Guo Junjun Shen Duo                                     | 7:37.02 | AUS Austrália Leah Neale Madi Wilson Brianna Throssell Kylie Palmer            | 7:38.59 |
| 4x50 m medley detalhes   | DEN Dinamarca Mie Nielsen Rikke Pedersen Jeanette Ottesen Pernille Blume                | 1:44.04 | USA Estados Unidos Felicia Lee Emma Reaney Claire Donahue Natalie Coughlin          | 1:44.92 | FRA França Mathilde Cini Charlotte Bonnet Mélanie Henique Anna Santamans       | 1:45.89 |
| 4x100 m medley detalhes  | DEN Dinamarca Mie Nielsen Rikke Pedersen Jeanette Ottesen Pernille Blume                | 3:48.86 | AUS Austrália Madi Wilson Sally Hunter Emily Seebohm Bronte Campbell                | 3:50.31 | JPN Japão Sayaka Akase Kanako Watanabe Rino Hosoda Miki Uchida                 | 3:50.50 |

Misto
| Evento                       | Ouro                                                                          | Ouro    | Prata                                                                                | Prata   | Bronze                                                                      | Bronze  |
| 4x50 m livre misto detalhes  | USA Estados Unidos Josh Schneider Matt Grevers Madison Kennedy Abbey Weitzeil | 1:28.57 | RUS Rússia Evgeny Sedov Vladimir Morozov Veronika Popova Rozaliya Nasretdinova       | 1:29.13 | BRA Brasil César Cielo João de Lucca Etiene Medeiros Larissa Oliveira       | 1:29.17 |
| 4x50 m medley misto detalhes | BRA Brasil Etiene Medeiros Felipe França Nicholas Santos Larissa Oliveira     | 1:37.26 | GBR Grã-Bretanha Chris Walker-Hebborn Adam Peaty Siobhan-Marie O'Connor Fran Halsall | 1:37.46 | ITA Itália Niccolo Bonacchi Fabio Scozzoli Silvia di Pietro Erika Ferraioli | 1:37.90 |

## Quadro de medalhas
| Ordem | País           | Medalha de ouro | Medalha de prata | Medalha de bronze | Total |
| ----- | -------------- | --------------- | ---------------- | ----------------- | ----- |
| 1     | Brasil         | 7               | 1                | 2                 | 10    |
| 2     | Hungria        | 6               | 3                | 2                 | 11    |
| 3     | Países Baixos  | 5               | 1                | 6                 | 12    |
| 4     | África do Sul  | 4               | 1                | 1                 | 6     |
| 5     | Espanha        | 4               | 0                | 0                 | 4     |
| 6     | Japão          | 3               | 3                | 4                 | 10    |
| 7     | França         | 3               | 2                | 3                 | 8     |
| 8     | Suécia         | 3               | 1                | 0                 | 4     |
| 9     | Estados Unidos | 2               | 9                | 6                 | 17    |
| 10    | Dinamarca      | 2               | 1                | 3                 | 6     |
| 11    | Austrália      | 1               | 5                | 4                 | 10    |
| 12    | Rússia         | 1               | 4                | 3                 | 8     |
| 13    | Itália         | 1               | 2                | 3                 | 6     |
| 14    | Alemanha       | 1               | 1                | 2                 | 4     |
| 15    | Polónia        | 1               | 1                | 1                 | 3     |
| 16    | Jamaica        | 1               | 1                | 0                 | 2     |
| 16    | Lituânia       | 1               | 1                | 0                 | 2     |
| 18    | Reino Unido    | 0               | 7                | 1                 | 8     |
| 19    | China          | 0               | 2                | 1                 | 3     |
| 20    | Tunísia        | 0               | 1                | 0                 | 1     |
| 21    | Ucrânia        | 0               | 0                | 2                 | 2     |
| 22    | Canadá         | 0               | 0                | 1                 | 1     |
| 22    | Sérvia         | 0               | 0                | 1                 | 1     |
| Total | Total          | 46              | 47               | 46                | 139   |

Legenda
| Recorde mundial       | Recorde mundial (World record)               |                       | Recorde africano                      | Recorde africano (African) |                                           | Q | Classificado por posição (Qualified) |
| Recorde do campeonato | Recorde do campeonato (Championship record)  | Recorde da América    | Recorde da América (Americas)         | q                          | Classificado por melhor tempo (Qualified) |   |                                      |
| Melhor marca do ano   | Melhor marca do ano (World leading)          | Recorde asiático      | Recorde asiático (Asian)              | DNS                        | Não largou (Did not start)                |   |                                      |
| Recorde nacional      | Recorde nacional (National record)           | Recorde europeu       | Recorde europeu (European)            | DNF                        | Não terminou (Did not finish)             |   |                                      |
| Recorde pessoal       | Recorde pessoal do atleta (Personal best)    | Recorde da Oceania    | Recorde da Oceania (Oceania)          | DSQ / DQ                   | Desclassificado (Disqualified)            |   |                                      |
| Recorde da temporada  | Recorde da temporada do atleta (Season best) | Recorde sul-americano | Recorde sul-americano (South America) | NM                         | Sem marca (No mark)                       |   |                                      |

## Recordes mundiais
Em 4 de dezembro, a equipe brasileira formada por Cesar Cielo, Felipe França, Guilherme Guido e Nicholas Santos, quebrou o recorde mundial do revezamento 4x50 metros medley com o tempo de 1min30s51, quase dois segundos melhor que o antigo recorde, que pertencia à Rússia desde o Campeonato Europeu de Natação realizado em 2013 na Dinamarca.
Em 7 de dezembro a brasileira Etiene Medeiros conquistou a medalha de ouro e o recorde mundial dos 50 m costas, com a marca de 25s67.
Um total de 23 recordes mundiais foram batidos na competição e o Brasil liderou a tabela de medalhas com 7 de ouro, uma de prata e duas de bronze.